# رافاييل نونيز فلورنسيو
رافاييل نونيز فلورنسيو (بالإسبانية: Rafael Núñez Florencio)‏ هو مؤرخ وكاتب وفيلسوف إسباني، ولد في 1956 في Camas, Seville ‏ في إسبانيا.

## وصلات خارجية
- الموقع الرسمي